# Інститут політичних і етнонаціональних досліджень імені І. Ф. Кураса НАН України
Інститу́т політи́чних і етнонаціона́льних дослі́джень і́мені І. Ф. Ку́раса НАН України — науково-дослідний інститут відділення історії, філософії та права НАН України.

## Історія
Установу було утворено рішенням Президії Академії наук України 11 грудня 1991 року на матеріально-технічній базі колишнього Інституту політичних досліджень при ЦК Компартії України. До 1997 року — Інститут національних відносин і політології НАН України.
Перед інститутом було поставлено завдання поглибленої і всебічної розробки проблем, що набули особливого значення з проголошенням незалежності України і що пов'язані з потребами і процесами становлення, розвитку та функціонування української державності і громадянського суспільства. Це — історія і сучасна динаміка політичних інститутів і процесів, взаємовпливи політики, політичної культури, етнонаціональних, міжрелігійних та міжконфесійних, регіональних відносин і факторів суспільного життя, вироблення нових парадигм етнонаціонального розвитку, запобігання конфліктності в етнонаціональній сфері, моделювання оптимальних варіантів етнополітики, розроблення технологій управління в системі політичних і міжетнічних відносин, експертиза законопроєктів, державних і недержавних програм у різних галузях суспільного життя, теоретико-методологічні аспекти політичних і етнонаціональних досліджень.

## Керівництво
Від початку утворення інституту до жовтня 2005 року його директором був академік НАН України, віцепрезидент НАН України Іван Курас (1939–2005). Після його смерті постановою Президії НАН України Інституту присвоєно ім'я І. Ф. Кураса.
У 2006 році директором інституту було обрано члена-кореспондента НАН України, доктора політичних наук Юрія Левенця (1961—2013).
У 2013—2014 роках обов'язки директора Інституту виконував доктор історичних наук, професор Олександр Майборода.
У грудні 2014 року директором інституту обрано доктора історичних наук, професор, члена-кореспондента НАН України Рафальського Олега Олексійовича.
Заступники директора — доктор історичних наук, професор, член-кореспондент НАН України Майборода Олександр Микитович, доктор політичних наук, професор Шайгородський Юрій Жанович.
Вчений секретар — Перевезій Віталій Олександрович, кандидат історичних наук, доцент, кавалер ордена «За заслуги».

## Структура
У складі інституту працюють відділи:
- теорії та історії політичної науки;
- політичних інститутів та процесів;
- політичної культури та ідеології;
- проблем світового політичного розвитку;
- етнополітології.

У складі відділу теорії та історії політичної науки функціонує Центр історичної політології, а  у структурі відділу етнополітології - Центр єврейської історії та культури.

## Наукові дослідження та публікації
Науковці інституту досягли вагомих успіхів у теоретико-методологічному обґрунтуванні нового напряму соціогуманітарних наук — етнополітології, розробці об'єктно-предметної зони політології та етнополітології і вдосконаленні понятійно-категоріального апарату цих наук, осмисленні діалектики взаємодії етнічних і політичних, етнічних і регіональних факторів. Досліджувались етнонаціональна специфіка, характер та особливості політичного процесу і політичної культури в минулому і сучасному України, релігійна ситуація і взаємовідносини різних конфесій. Вагомим є внесок Інституту у розвиток досліджень з юдаїки.
Інститут виступає ініціатором і координатором науково-дослідних проєктів. Успішно, зокрема, у 1999–2002 роках було здійснено проєкт «Політична історія України. ХХ століття», участь в якому брали відомі фахівці з науково-дослідних та навчальних закладів Києва та інших регіонів України. Підсумком багаторічної діяльності стало 6-томне видання, що вийшло у 2002—2003 роках у київському видавництві «Ґенеза». Реалізація дослідних проєктів Інституту у співпраці з групами ряду університетів дала змогу з'ясувати специфічні риси та особливості етнополітики в окремих регіонах України (Закарпаття, Прикарпаття, Волинь, Крим), визначити її пріоритетні завдання та перспективні напрями.
Науковці інституту підтримують наукові зв'язки з дослідницькими і навчальними закладами Великої Британії, Ізраїлю, Італії, Канади, Німеччини, Польщі, США, Франції, здійснюються спільні міжнародні дослідні проєкти. Інститут розвиває співпрацю з державними та громадськими організаціями, веде активний діалог з представниками різних політичних партій, рухів, релігійних конфесій щодо оптимальних шляхів розвитку України, функціонування її політичних інститутів тощо.
Підготовка кадрів в інституті здійснюється через аспірантуру й докторантуру. Спеціалізована вчена рада приймає до захисту кандидатські і докторські дисертації.
Наукова бібліотека інституту нараховує понад 120 тисяч примірників різних видань.
Регулярно видається збірник наукових праць «Наукові записки Інституту політичних та етнонаціональних досліджень ім. І. Ф. Кураса». Інститут є співзасновником наукових періодичних видань, серед них журнал «Політичний менеджмент», «Український історичний журнал», «Людина і політика», збірник наукових праць «Сучасна українська політика».